# William Langland
William Langland (lat. Willielmus de Langland; oko 1332. – oko 1386.) engleski je pjesnik za kojeg se pretpostavlja da je autor srednjovjekovnog aliterativnog spjeva poznatog kao Piers Plowman (Orač Piers), alegorije sa složenom raznolikošću vjerskih tema. Pjesma je jezik i koncepte klaustra pretočila u simbole i slike koje bi i amater mogao razumjeti.

## Život
O samom Langlandu malo se zna. Pretpostavlja se da je rođen u zapadnom Midlandsu u Engleskoj oko 1330. godine prema intertekstualnim dokazima u Oraču Piersu. Pripovjedač je doživio svoje prvo viđenje dok je spavao na Malvern Hillsu (između Herefordshirea i Worcestershirea ) što sugerira određenu povezanost s tim područjem. Dijalekt pjesme također je u skladu s ovim dijelom zemlje. Napisan je oko 1377. godine s obzirom na to da mašta lika kaže da su ga slijedile "pet i četrdeset zima".
Bilješka iz petnaestog stoljeća u dublinskom rukopisu Orača Piersa kaže da je Langland bio sin Stacy de Rokayle.
Vjeruje se da je Langland rođen u Cleobury Mortimeru, Shropshire, iako je moguće da je rođen i u Ledburyu, Herefordshireu i Great Malvernu, Worcestershire. Teoriju o rođenju u Shropshireu podvrđuje trijem župne crkve Cleobury Mortimer gdje se nalazi spomen-prozor postavljen 1875. godine s prikazom vizije orača Piersa. Smatra se da je Langland bio novicijat samostana Woodhouse koji se nalazi u blizini. 
Postoje snažne naznake da je Langland umro 1385. ili 1386. godine. Bilješka koju je napisao "Iohan But" (John But) u rukopisu pjesme iz četrnaestog stoljeća (Rawlinson 137) izravno upućuje na Langlandovu smrt: "whan this werke was wrouyt, ere Wille myte aspie/ Deth delt him a dent and drof him to the erthe/ And is closed vnder clom" (" jednom kad je ovo napravljeno, prije nego što je Will bio svjestan / Smrt ga je udarila i srušila na tlo / A sada je zakopan pod zemljom"). Prema Edith Rickert, čini se da je John But umro 1387. godine, što ukazuje na to da je Langland umro malo prije tog datuma.
Većina onoga što se vjeruje o Langlandu rekonstruirano je prema Oraču Piersu. Tekst pjesme (C verzija) sadrži odlomak u kojem se pripovjedač opisuje kao „loller“ (neobrazovan) ili „idler“ (neradnik) koji živi u londonskom području Cornhill, a odnosi se na svoju suprugu i dijete. Također sugerira da je bio znatno iznad prosječne visine i da je zarađivao čitajući molitve za mrtve. Međutim, razlika između alegorije i stvarnosti je suptilna, a cjelokupni odlomak, kako primjećuje Wendy Scase, podsjeća na lažnu tradiciju ispovijedanja u srednjovjekovnoj književnosti (također viđenu u Confessio Goliae i u romanu Jeana Meuna Roman de la Rose).
Sličan odlomak u konačnom pasusu verzija B i C pruža daljnje dvosmislene detalje o pjesnikovoj ženi i njegovim mukama uzrokovanih Elde (Starošću), uključujući ćelavost, giht i impotenciju. To može ukazivati na to da je pjesnik dosegnuo srednju dob do 1370-ih, ali točnost odlomka dovodi u pitanje konvencionalna priroda opisa i činjenicu da se događa pred kraj pjesme, kad Willov osobni razvoj dolazi do svog logičnog svršetka.
Detaljno i visoko sofisticirano vjersko znanje prikazano u pjesmi ukazuje na to da je Langland imao neke veze sa svećenstvom, ali priroda ovog odnosa nije sigurna. Pjesma ne pokazuje očitu pristranost prema nekoj određenoj skupini ili redu crkvenjaka, ali je ujednačena u svom antiklerikalizmu. To otežava usklađivanje Langlanda s bilo kojim određenim crkvenim redom. "Vjerojatno ga se najbolje smatra", piše John Bowers, "kao člana one značajne skupine dobrotvornih službenika koji su činili radikalni rub suvremenog društva ... loše obučeni Will prikazan je kako putuje selom, pomahnitali disident koji ne pokazuje poštovanje prema nadređenima ". Malcolm Godden predložio je da je Langland živio kao putujući pustinjak, privremeno se vežući za zaštitnika i razmjenjujući usluge pisanja za sklonište i hranu.
Izdanje Orača Piersa iz 1550. godine Roberta Crowleyja promoviralo je ideju da je Langland sljedbenik Johna Wycliffea. Međutim, ovaj zaključak je neuskladiv s ranim prikazom Oračevog lika. Istina je da su Langland i Wycliffe dijelili mišljenje o mnogim aspektima srednjovjekovnog života: obojica su dovodili u pitanje vrijednost indulgencija i hodočašća, promovirali upotrebu narodnog jezika u propovijedanju, napadali klerikalnu korupciju, pa čak i zagovarali oduzimanje prava. Ali o tim se temama široko raspravljalo tijekom kasnog 14. stoljeća i nisu se posebno povezivale s Wycliffeom za vrijeme Langlandova života. Također, kako primjećuje Pamela Gradon, ni u jednom trenutku Langland ne ponavlja Wycliffeova karakteristična učenja o sakramentima .

## Pripisivanje autorstva
Langlandu se pripisuje autorstvo spjeva o Oraču Piersu na temelju rukopisa koji se čuva na Trinity Collegeu u Dublinu (MS 212). Ovaj rukopis pripisuje spjev Langlandu, sinu Stacy de Rokayle, „koji je umro u Shipton-under-Wychwoodu, stanaru lorda Spensera u grofoviji Oxfordshire”. U drugim se rukopisima kao autor navodi Robert ili William Langland, ili Wilhelms W. (najvjerojatnije skraćenica za Williama od Wychwooda).
Čini se da i sama pjesma ukazuje na Langlandovo autorstvo. U jednom dijelu pripovjedač ističe: „Živio sam u Londonu [...] moje ime je Longe Wille” (B XV.152). Ovo može upućivati na pjesnikovo ime, u stilu kasnosrednjovjekovne književnosti (na primjer, Villonovi akrostihovi u Le Testamentu). Iako, također se sugerira i na „Williama Longwillea”, pseudonim koji je 1381. koristio pobunjenik iz Norfolka. 
Unatoč manjku drugih dokaza, Langlandovo je autorstvo široko prihvaćeno od 1920-ih. Međutim, nije sasvim nepobitno, što se očituje u nedavnom radu Stelle Pates i C. Davida Bensona.